# General Francisco Paz
General Francisco Paz är en ort i Mexiko.   Den ligger i kommunen Yanga och delstaten Veracruz, i den sydöstra delen av landet, 250 km öster om huvudstaden Mexico City. General Francisco Paz ligger 535 meter över havet och antalet invånare är 885.
Terrängen runt General Francisco Paz är varierad. Runt General Francisco Paz är det ganska tätbefolkat, med 129 invånare per kvadratkilometer. Närmaste större samhälle är Córdoba, 13,4 km väster om General Francisco Paz. Trakten runt General Francisco Paz består till största delen av jordbruksmark.